# Tassonomia criminale
La tassonomia criminale è un metodo di classificazione dei reati attraverso una serie di indicatori quali, ad es., le vittime, la coppia penale, le caratteristiche dell'aggressore e quelle del reato.

## Storia
Verso la metà del XIX secolo il belga Jacques Quetelet e il francese Andrè Michel Guerry individuarono una certa uniformità nel tempo dei fatti delittuosi, delle “costanti” e delle regolarità statistiche nella distribuzione dei reati tra le varie classi della popolazione; ciò metteva in crisi le teorie delta scuola classica che consideravano il reato come un'astratta entità di diritto. A queste due correnti si contrappose il determinismo biologico che si sviluppò per merito soprattutto di Cesare Lombroso il quale indirizzò i suoi studi, in termini medici, sulla persona del delinquente. Le principali classificazioni sarebbero riconoscibili, secondo lui, da una serie di caratteristiche somatiche, quali la morfologia cranica alterata, la fronte alta, il prognatismo, ecc. e da deformità mentali e comportamentali, quali la mancanza di sentimenti morali, in particolar modo della compassione e della pietà, l'assenza di scrupoli e rimorsi, la deficiente inibizione, la ridotta sensibilità al dolore, la vanità, il risveglio precoce dell'istinto sessuale, l'ozio. Secondo Benigno Di Tullio, che può essere considerato a tutti gli effetti il successore di Lombroso nonché il padre della criminologia clinica, i delinquenti si distinguono in tre categorie: occasionali, costituzionali e infermi di mente. La costituzione delinquenziale può essere di tipo evolutivo o regressivo atavico, il neuro-psicopatico, lo psicopatico ed il misto. Di tutto altro avviso, invece, era Karl Marx che, nella sua analisi della società ad economia capitalistica, espose una distinzione basata sulle classi sociali: la classe borghese, detentrice del potere e la classe proletaria, gravata dalla miseria. In Italia è il codice penale a classificare i reati distinguendoli in delitti e contravvenzioni. Sono delitti quei reati per i quali è prevista la pena della reclusione o della multa; contravvenzioni quelli per i quali è previsto l'arresto o l'ammenda.

## Manuale di classificazione del crimine
Nel 1992 John E. Douglas, Ann W. Burgess, Allen G. Burgess and Robert K. Ressler hanno pubblicato un libro dal titolo Crime Classification Manual: A Standard System for Investigating and Classifying Violent Crimes che è il risultato di un progetto sperimentale durato dieci anni e condotto dalla Federal Bureau of Investigation's National Center for the Analysis of Violent Crime Il libro vinse nel 1994 il premio International Association of Law Enforcement Intelligence Analysts per essere il contributo più significativo nella letteratura specializzata.
Gli autori espongono sistematicamente la classificazione criminale in base a quattro macro-categorie: omicidio, danni su cose, violenza sessuale e crimini non letali. Il merito scientifico degli autori è nel aver voluto realizzare una classificazione criminale olistica non strettamente limitata all'osservazione scientifica della condotta deviante.

## Metodologia
Il National Center for the Analysis of Violent Crime è un progetto di ricerca sperimentale realizzato su vasta scala negli Stati Uniti che ha coinvolto oltre quattrocentomila famiglie americane. Il questionario inviato si componeva di una serie di domande su alcuni tipi di reati, considerati tra i più comuni secondo l'opinione pubblica e le forze di polizia. Per la descrizione dei reati si è fatto riferimento all'annuario dell'FBI Crime in the United States:Uniform Crime Report.

## Classificazione

### Nei paesi anglosassoni
Nel Stati Uniti dal 1930, l'FBI tramite l'Uniform Crime Report (UCR) pubblica annualmente dei dati che presentano quanto fatto dalle agenzie di polizia degli Stati Uniti.. I funzionari compilano questi dati per città e per contea, e ogni Stato provvede a inviarlo all'UCR. Le violazioni delle leggi si classificano sulla base della common law nella parte I del database UCR. Questi sono ulteriormente classificati come crimini violenti contro persone o cose. I crimini violenti sono omicidio e omicidio penale (omicidio volontario), stupro, aggressione aggravata e rapina, mentre i crimini contro la proprietà comprendono il furto con scasso, incendio doloso, furto di veicoli a motore. Tutti gli altri i reati sono inseriti nella parte II. Per comodità, tali elenchi di solito includono anche le infrazioni, anche se, negli Stati Uniti, possono non rientrare nella sfera del diritto penale, ma piuttosto in quello civile.
In Inghilterra la suddivisione è in base a:
- Reati contro la persona
- Reati violento
- Reati sessuali
- Reati contro la proprietà

### In Francia
La criminalità è generalmente suddivisa in sei categorie: reati di uso della forza, reati contro il patrimonio, reati contro l'ordine pubblico, delitti contro lo stato, i crimini contro la giustizia e i crimini imperfetti.
- I reati con l'uso della forza includono tutti i reati rivolti direttamente ad una persona. Questa categoria include i reati di cui gli stessi reati sono fonti di minacce per quanto riguarda l'uso della forza. Pertanto, ciò include tutti i reati in cui la violenza è il mezzo utilizzato per la commissione del fatto, come ad esempio l'aggressione.
- I reati contro il patrimonio comprendono tutti i reati che si verificano quando un trasferimento illegittimo di proprietà o di un atto di danni monetari ai beni, mobili o immobili. Questa categoria di reato non include, invece, i reati in cui la forza o le minacce sono utilizzati contro una vittima. Per esempio, il furto è classificato nei crimini con l'uso della forza invece di taccheggio e furto con scasso.
- I reati contro l'ordine pubblico comprendono l'interruzione del normale funzionamento della società e della capacità delle persone di funzionare efficacemente. Questi reati comprendono, ad esempio, rivolte e atti contrari ai buoni costumi.
- I reati contro lo Stato comprendono tutti i reati il cui scopo è quello di ingannare il governo, come l'evasione fiscale e il tradimento.
- I reati contro la giustizia sono crimini che minano la giustizia stessa, e devono quindi essere quello di creare una ingiustizia, o rallentare il processo di recupero della giustizia. Tra questi vi sono reati come l'ostruzione e la falsa testimonianza.
- Il delitto imperfetto è quella condotta criminale senza alcun danno reale oppure a condizione che il danno è stato causato ma l'atto non è stato commesso. Questa categoria include, per esempio, la cospirazione, il tentativo di attentato e l'incitamento.

### In Germania
Il sistema tedesco distingue i reati in macro e microcriminalità. Il concetto è scientificamente controverso, dovrebbe essere meglio descritta con la criminalità quotidiana. Con la macro-criminalità si intende l'atto illecito nei casi statisticamente più comuni tra cui la criminalità organizzata e i reati gravi. È significativo che questi crimini si verificano molto più frequentemente di quanto si pensi. Questo comprende principalmente:
1. Danni su cose
2. Furto (di automobili, di biciclette o il taccheggio)
3. Atto surrettizio (es. trasporto di cose, furto di energia elettrica, frodi assicurative)

In Germania, micro è utilizzato nel linguaggio comune per una forma meno grave di criminalità. Impegnano crimini molto meno gravi vale a dire l'offesa o l'infrazione. Alcuni esempi di queste violazioni sono le norme di circolazione stradale oppure la violazione del copyright.

### In America Latina

#### Per tipo di colpa
- intenzionale: l'autore ha voluto la commissione del fatto tipico. C'è la sovrapposizione tra ciò che l'autore ha fatto e ciò che voleva fare.
- omicidio colposo: l'autore non voleva che la commissione del tipico. Il risultato non è un prodotto della sua volontà, ma la violazione di un dovere di diligenza.

#### Per tipo di azione
- Per commissione: nascono dall'azione dell'autore quando la legge proibisce di realizzare una qualsiasi condotta e l'agente la realizza.
- Per omissione: si astengono di compiere qualcosa, in base a regole che obbligano a fare qualcosa. Il reato è considerato compiuto al momento in cui è omessa l'azione.
- Per propria omissione: sono atti contenuti nel codice penale. Chiunque può farlo, basta omettere di compiere la condotta che la norma richiede.
- Per impropria omissione: sono atti non previsti dal codice penale. È possibile mediante una omissione, commettere un reato di commissione (crimini commessi per omissione) perché il colpevole sarà punito per l'esecuzione dell'atto legale sulla base del divieto di compiere azioni positive. Non tutti possono commettere un reato di omissione impropria, è necessario che chi si astiene dal compimento di qualcosa, abbia il dovere di evitare l'esito (dovere di garanzia). Ad esempio: la madre che non allatta il bambino fino a farlo morire di inedia. Si tratta di un crimine realizzato per impropria omissione.

#### Per la qualità del soggetto attivo
- Reati comuni: può essere eseguito da chiunque. Nessuna qualifica particolare è menzionata  per l'autore, ma si riferiscono come un generico fatto.
- Reati speciali: può essere commesso da un numero limitato di persone: coloro che hanno particolari caratteristiche richieste dalla legge per l'autore. Questi crimini non solo prevedono il divieto di un'azione, ma richiedono anche un certo inquadramento dell'autore. Si chiamano delitti speciali “propri” quando ci si riferisce al carattere del soggetto, come ad es. il reato di prevaricazione che non può che giudicare chi lo commette. Si chiamano, invece, delitti speciali “impropri” quelli in cui le qualifiche specifiche dell'autore servono come base di aggravamento o di mitigazione della pena, ad es. l'omicidio commesso da un ascendente, discendente o dal coniuge (art. 80, co I, Codice penale dell'Argentina).

#### Per il tipo di processo
- Azione pubblica: quelli che non richiedono la denuncia per essere perseguiti.
- Dipendente da istanza privata: quelli che non possono essere perseguiti d'ufficio ma necessitano di una denuncia.
- Da istanza privata: quelli che, oltre alla denuncia, il denunciante deve continuare a fornire un impulso al procedimento in qualità di querelante.

#### Per il tipo di esito
- Reati materiali: richiedono la produzione di un determinato risultato. Sono realizzati con l'azione, la denuncia oggettiva ed il risultato.
- Reati formali: sono quelli in cui la realizzazione del fatto coincide con l'ultimo atto dell'azione e quindi produce un risultato non separabile da questa. L'imputato è processato in esecuzione di un'azione, e la questione della imputazione oggettiva è totalmente estranea a questo tipo di reati, che non collega l'azione con alcun risultato. In tali crimini non sono presenti alcun problema di causalità.

#### Per il tipo di danno
- Reati da lesioni: c'è un danno giuridicamente apprezzabile ed è legato al risultato.
- Reati da pericolo: non è necessario che i risultati dell'azione procurino un danno su un oggetto, è sufficiente che l'oggetto sia legalmente protetto in modo da prevenire il pericolo. Il pericolo può essere “concreto” quando esiste una reale possibilità di lesioni, o “astratto” quando il reato si riduce semplicemente a descrivere una forma di comportamento che rappresenta un pericolo, senza che il pericolo si sia verificato. Quando l'azione crea un rischio determinato dalla legge è oggettivamente illecito, indipendentemente se il pericolo o rischio che interessa o meno l'oggetto tutelato dalla legge.